# 奉使录
奉使录，明代文献，景泰五年进士张宁所著，共二卷。
《奉使录》是天顺四年（1460年）張寧出使朝鲜时所作。上卷写自己奉使召对和奉稿数篇，其余都是在行途中的留题之作。下卷则是在朝鲜逗留期间所作，另题为《皇华集》，为朝鲜刻本。编前崔恒之序，《奉使录》是奉朝鲜国王李瑈之命而编次。集中诗如《馆伴朴元亨诗》、《偕登太平馆楼》等诗。朱彝尊《静志居诗话》收入其使朝鲜诗数首，称其诗“纵调骋情，才思虽捷，而少沉思”。王世贞称“宁诗如小櫂急流，一瞬而过，无复观雅也”。《奉使录》有《四库全书》本，附于《方洲集》内；《盐邑志林》本；《丛书集成初编》本；《景印元明善本丛书十种·盐邑志林》本；《宝颜堂秘笈汇集》（汇集万历本、民国石印本）本。